# Pray the Devil Back to Hell
Pray the Devil Back to Hell è un film documentario diretto dalla regista statunitense Gini Reticker e prodotto dalla produttrice Abigail Disney. Il film è stato presentato in anteprima al Tribeca Film Festival 2008, dove ha vinto il premio per miglior documentario. Il film è uscito nelle sale a New York City il 7 novembre 2008.
Il film documenta le azioni di un movimento per la pace chiamato Women of Liberia Mass Action for Peace. Organizzato dall'assistente sociale Leymah Gbowee, il movimento ha dato inizio alla sua attività con delle preghiere e dei canti in un mercato del pesce. Leymah Gbowee ha organizzato le donne cristiane e musulmane di Monrovia, in Liberia, per pregare per la pace e per organizzare proteste non violente. Vestite di bianco per simboleggiare la pace, le donne sono diventate una forza politica contro la violenza e contro il loro governo.
Il loro movimento ha portato all'elezione di Ellen Johnson Sirleaf in Liberia, la prima nazione africana con un presidente donna. Il film è stato utilizzato nelle zone postbelliche come il Sudan, mobilitando le donne africane a presentare petizioni per la pace e la sicurezza.

## Trama
Un gruppo di donne comuni in Liberia, guidato da Leymah Gbowee, si è riunito per pregare per la pace. Armate solo di magliette bianche e del coraggio delle loro convinzioni, hanno chiesto una soluzione alla guerra civile del paese.
Sotto la guida di Leymah Gbowee, le donne sono riuscite ad ottenere un incontro con il presidente Charles Taylor e ad estorcergli la promessa di partecipare ai colloqui di pace in Ghana. Gbowee ha quindi guidato una delegazione di donne liberiane in Ghana per continuare a esercitare pressioni sulle fazioni in guerra durante il processo di pace. Hanno organizzato una protesta silenziosa fuori dal Palazzo Presidenziale, ad Accra, portando a un accordo durante i colloqui di pace in fase di stallo.
Asatu Bah Kenneth è presente nel film. Attualmente è viceministro per l'amministrazione e la sicurezza pubblica del ministero di Giustizia liberiano. A quel tempo, era la presidente della Liberia Female Law Enforcement Association. Ispirata dal lavoro dell'iniziativa per la pace delle donne cristiane, ha formato l'Organizzazione delle donne musulmane liberiane per lavorare per la pace.
Lavorando insieme, oltre 3.000 donne cristiane e musulmane si sono mobilitate, e di conseguenza, sono state in grado di raggiungere la pace in Liberia dopo una guerra civile di 14 anni contribuendo a portare al potere il primo capo di stato donna del paese.

## Titolo
Il titolo del film è tratto dalla dichiarazione di Gbowee su Taylor e i ribelli. Entrambe le parti erano presumibilmente religiose. I ribelli frequentavano le moschee, mentre Taylor affermava di essere un devoto cristiano che, secondo Gbowee, poteva "pregare il diavolo fuori dall'inferno". Era quindi responsabilità delle donne in questa coalizione interreligiosa pregare per spingere il diavolo (della guerra) fino all'Inferno.

## Donne della Liberia
Come risultato della prima guerra civile liberiana dal 1989 al 1997 e della seconda guerra civile liberiana dal 1999 al 2003, e durante i periodi postbellici, le donne liberiane sono state sfollate e hanno dovuto affrontare la morte di membri delle proprie famiglie, violenze sessuali e sfide economiche e sociali ambienti. Lo sforzo di recupero è stato condotto da donne liberiane contro la violenza sessuale, addestrate in sofisticate tattiche di combattimento e armi, controllo della folla e contro-insurrezione. Nel 2009, le donne costituivano il 15 per cento delle forze di polizia nazionale della Liberia.

## Premi e riconoscimenti
- 2008 Tribeca Film Festival - Miglior documentario
- 2008 Jackson Hole Film Festival - Cowboy Award - Premio del pubblico
- 2008 Silverdocs - Premio testimone
- 2008 Traverse City Film Festival - Premio speciale della giuria per un film non di finzione
- 2008 Heartland Film Festival - Premio Crystal Heart al miglior film documentario
- 2008 Festival internazionale del film di St. Louis - Miglior documentario nella categoria interreligiosa
- 2008 My Media Award dal My Hero Festival
- 2009 Tri Continental Film Festival - Premio della giuria al miglior film
- 2009 Festival Internazionale del Film di Palm Springs - Una delle migliori selezioni del Festival
- 2009 Santa Barbara International Film Festival - Premio per la giustizia sociale per un film documentario
- 2009 Cinema for Peace - Premio Cinema for Peace per la giustizia
- 2009 One World International Human Rights Festival - Premio Rudolf Vrba per il diritto alla conoscenza
- 2009 Festival del cinema femminile - Miglior nella competizione
- 2009 Premio Wilbur - Film documentario del 2009
- 2009 Movies that Matter Festival - Golden Butterfly
- 2009 I Will Tell Film Festival - Premio Ndinadsawapanga
- 2009 Buffalo International Film Festival - Premio del pubblico: miglior documentario